# Серця трьох
«Серця трьох» (англ. Hearts of Three) — роман, написаний відомим американським письменником Джеком Лондоном у співавторстві із американським сценаристом Чарльзом Вільямом Годдардом та є ювілейною роботою автора, його 50-ю книгою. Вперше опублікований в 1919—1920 роках у газеті «Нью-Йорк джорнел».
Роман починається з передмови, в якій автор пояснив, що взявся за цю роботу через відсутність свіжих сюжетів для кінематографа. Він зазначив, що «Серця трьох» — це новий напрямок в його творчості. Також Д. Лондон зауважив, що «Досі ... безперечно, не писав нічого подібного і майже переконаний, що й надалі не писатиму. І ... зовсім не маю наміру приховувати, що пишаюся цим твором».

## Сюжет
Молодий нащадок пірата Моргана, який залишив йому багату спадщину, вирушає на пошуки скарбів свого предка. На шляху він знайомиться зі своїм далеким родичем — Генрі Морганом. Їх чекають небезпечні пригоди, невідомі краї і любов …

## Сприйняття
За висновками дослідження науковиці Марини Дерій, мотиви людяності, відображені у романі «Серця трьох», роблять його актуальним як для сучасників автора, так і для майбутніх поколінь.

## Екранізація
У 1992 році за мотивами роману режисером Володимиром Попковим був знятий однойменний п’ятисерійний телевізійний фільм.